# 무흐테솀 유즈이을: 쾨셈
《무흐테솀 유즈이을: 쾨셈》(튀르키예어: Muhteşem Yüzyıl: Kösem, 직역하여 "위대한 세기: 쾨셈")는 2015년부터 2017년지 방영된 터키의 드라마이다. 《무흐테솀 유즈이을》의 후속작으로서 17세기 오스만 제국의 황태후이자 태황태후로서 섭정으로서 제국의 국정에 참여했던 쾨셈 술탄의 일대기를 다루는 역사 드라마이다.